# Kabinetsformatie Nederland mei-juni 1982

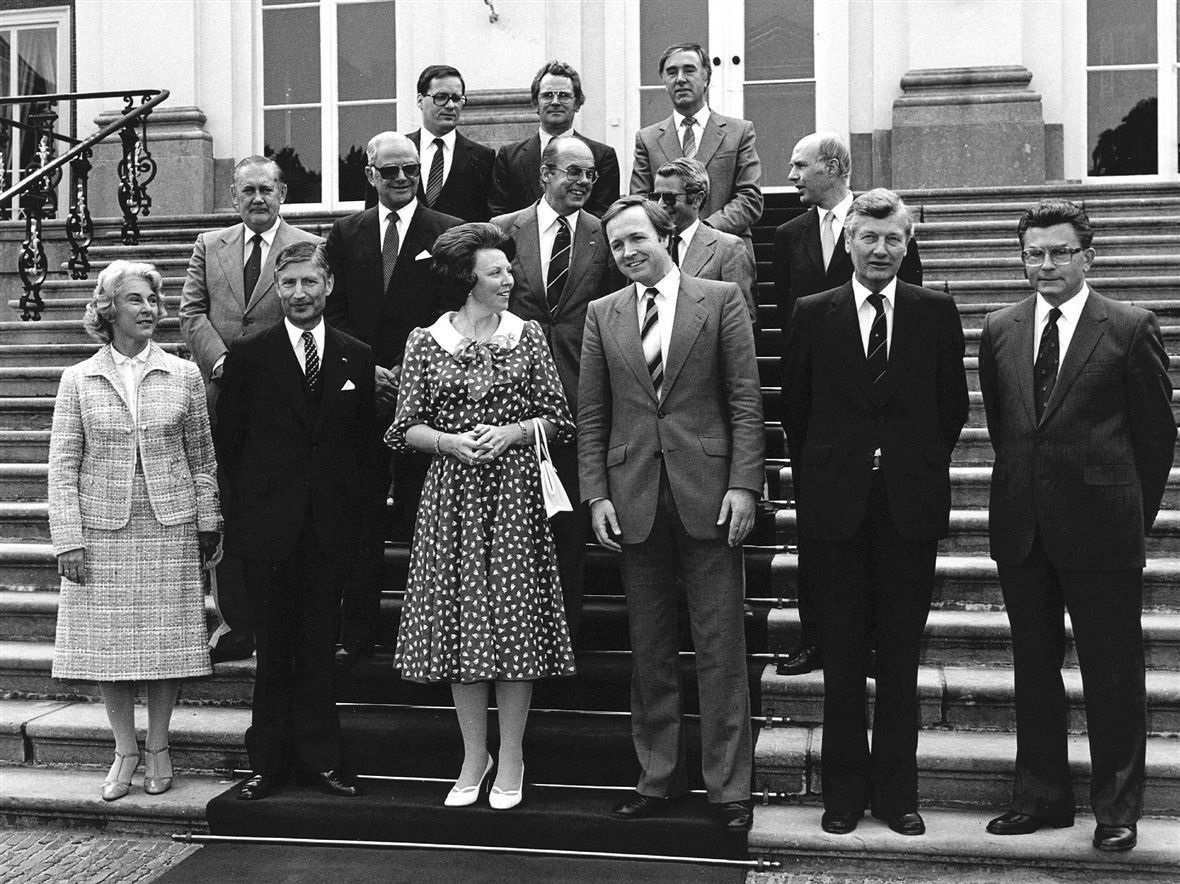
De bordesscène van het kabinet-Van Agt III met in het midden koningin Beatrix.

Een kabinetsformatie vond plaats in Nederland nadat het kabinet-Van Agt II op 12 mei 1982 ontslag had aangeboden. Hieruit ontstond in mei het rompkabinet Van Agt III. Het was een voortzetting van Van Agt II, maar dan zonder de Partij van de Arbeid (PvdA). Op 29 mei trad dit minderheidskabinet van Christen-Democratisch Appèl (CDA) en Democraten 66 (D'66) aan.

## Achtergrond

De zetelverdeling van de Tweede Kamer gedurende de kabinetsformatie. Zie de lijst van Tweede Kamerleden 1981-1982 voor de precieze invulling.
CPN (3)
PvdA (44)
PSP (3)
PPR (3)
D'66 (17)
VVD (26)
CDA (48)
GPV (1)
RPF (2)
SGP (3)

Het voorgaande kabinet-Van Agt II viel door economische meningsverschillen en slechte persoonlijke verhoudingen. Het was een 'vechtkabinet', waarin vooral de verhouding tussen CDA-premier Dries van Agt en PvdA-vicepremier Joop den Uyl moeizaam was, al sinds het kabinet-Den Uyl. In reactie op de economische crisis waarin Nederland verkeerde, wilden CDA en D'66 bezuinigen, terwijl PvdA juist arbeidsplaatsen wilde creëren met extra overheidsuitgaven. Toen over de Voorjaarsnota geen overeenstemming bereikt werd, presenteerde Van Agt op 11 mei een voorstel in de ministerraad. De zes CDA-ministers en drie D'66-ministers stemden voor, de zes PvdA-ministers tegen.

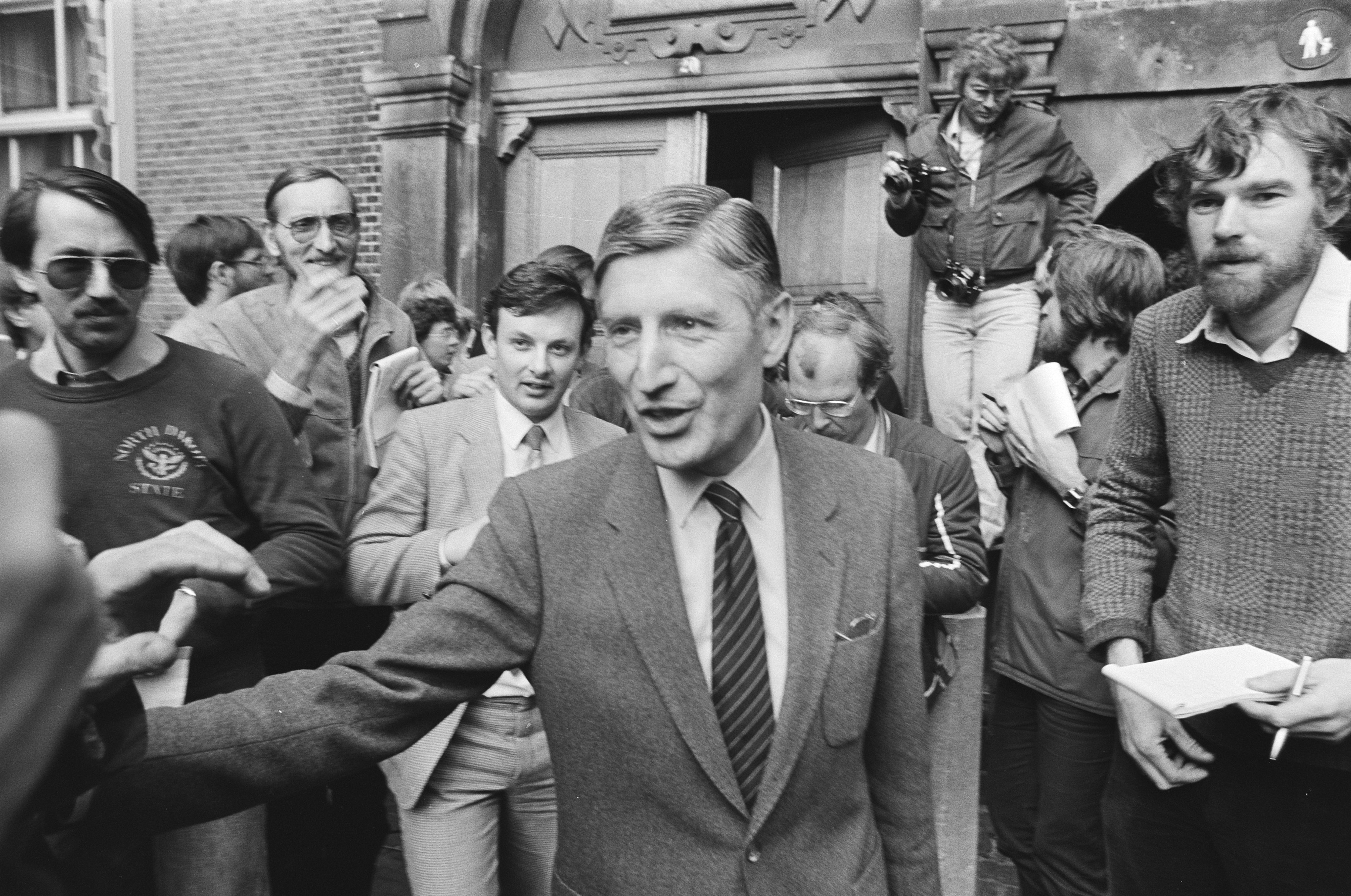
Van Agt na afloop van beraad op 11 mei.

Een dag later probeerden de fractievoorzitters tevergeefs de kabinetscrisis te bezweren. Tijdens een kabinetszitting gaf Van Agt aan dat de PvdA-ministers eerst hun ontslag moesten aanbieden, waarna de CDA-ministers zouden beslissen over hun eigen positie. D'66 gaf echter aan ook direct hun portefeuilles ter beschikking te stellen. Na afloop van de vergadering meldde Van Agt dit aan de koningin. Pas vlak voor middernacht meldde Van Agt dat ook de CDA-ministers hun portefeuille ter beschikking stelden. Dit maakte de indruk dat zij aan hadden willen blijven, maar was waarschijnlijk vooral een steek naar de PvdA. Het Kamerdebat van 13 mei over de crisis werd overschaduwd door deze kwestie rond de CDA-ministers.

## Informateur Steenkamp
Op de dag van het debat begon koningin Beatrix een reeks gesprekken met haar vaste adviseurs en met de fractievoorzitters van de vier grootste partijen. CDA-fractievoorzitter Ruud Lubbers pleitte voor een minderheidskabinet van CDA en D'66 dat de Voorjaarsnota zou afwerken en de begroting voor zou bereiden. Verkiezingen zouden dan in het najaar moeten plaatsvinden en de Volkspartij voor Vrijheid en Democratie (VVD) zou zo'n kabinet moeten gedogen. VVD-leider Ed Nijpels wilde echter liever deelnemen aan een regulier kabinet. PvdA-fractievoorzitter Wim Meijer sprak zich niet uit over de samenstelling van een kabinet, maar wilde dat zo'n kabinet alleen de verkiezingen zou voorbereiden. D'66-fractievoorzitter Laurens Jan Brinkhorst wilde een lijmpoging met PvdA, tot onvrede van zijn partijleider en vicepremier Jan Terlouw. In navolging van CDA, PvdA, en VVD die een CDA'er aanbevalen, benoemde Beatrix Eerste Kamerlid Piet Steenkamp als informateur.

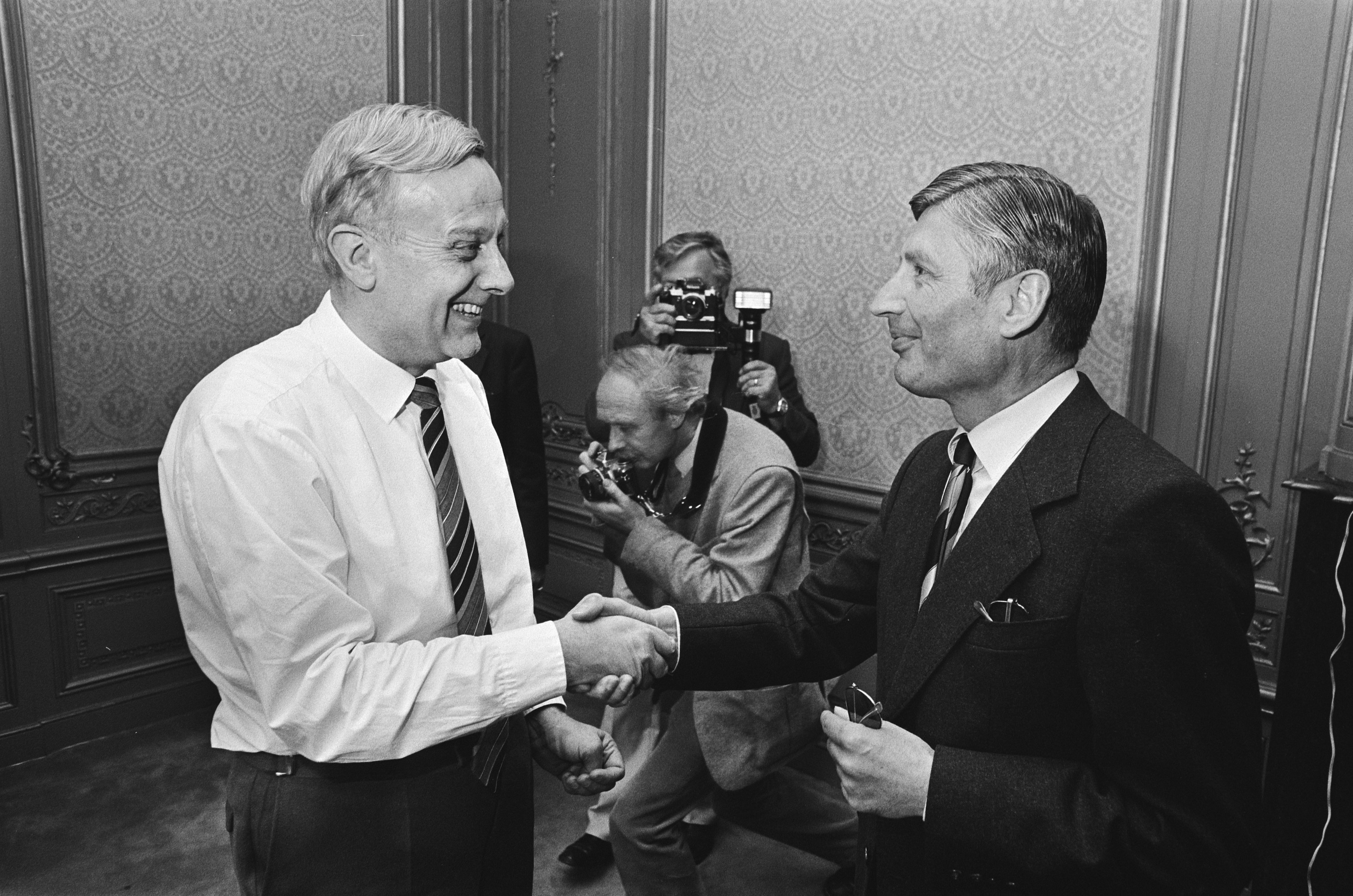
Steenkamp (l) ontvangt Van Agt voor gesprek op 18 mei.

De gesprekken van Steenkamp met de vier grote partijen leidden niet tot nieuwe inzichten. Nijpels had zijn inzet verlaagd door geen volledige coalitiedeelname te eisen, maar verlangde wel dat de VVD betrokken zou worden bij het beleid, waaronder de begroting. Brinkhorst en Lubbers wezen dit af. Een lijmpoging was voor PvdA, VVD en CDA niet gewenst en D'66 en CDA zagen niks in een demissionair voortbestaan. Op 19 mei informeerde Steenkamp Beatrix dat hij zich zou richten op een interim-kabinet van CDA en D'66. Op 19 mei stemde de D'66-fractie na twee dagen vergaderen in met een minderheidskabinet met CDA. Vier van de zeventien fractieleden stemden tegen. Minister Hans van Mierlo gaf aan zich te beraden over zijn positie, vanwege zijn bezwaren tegen dit besluit.

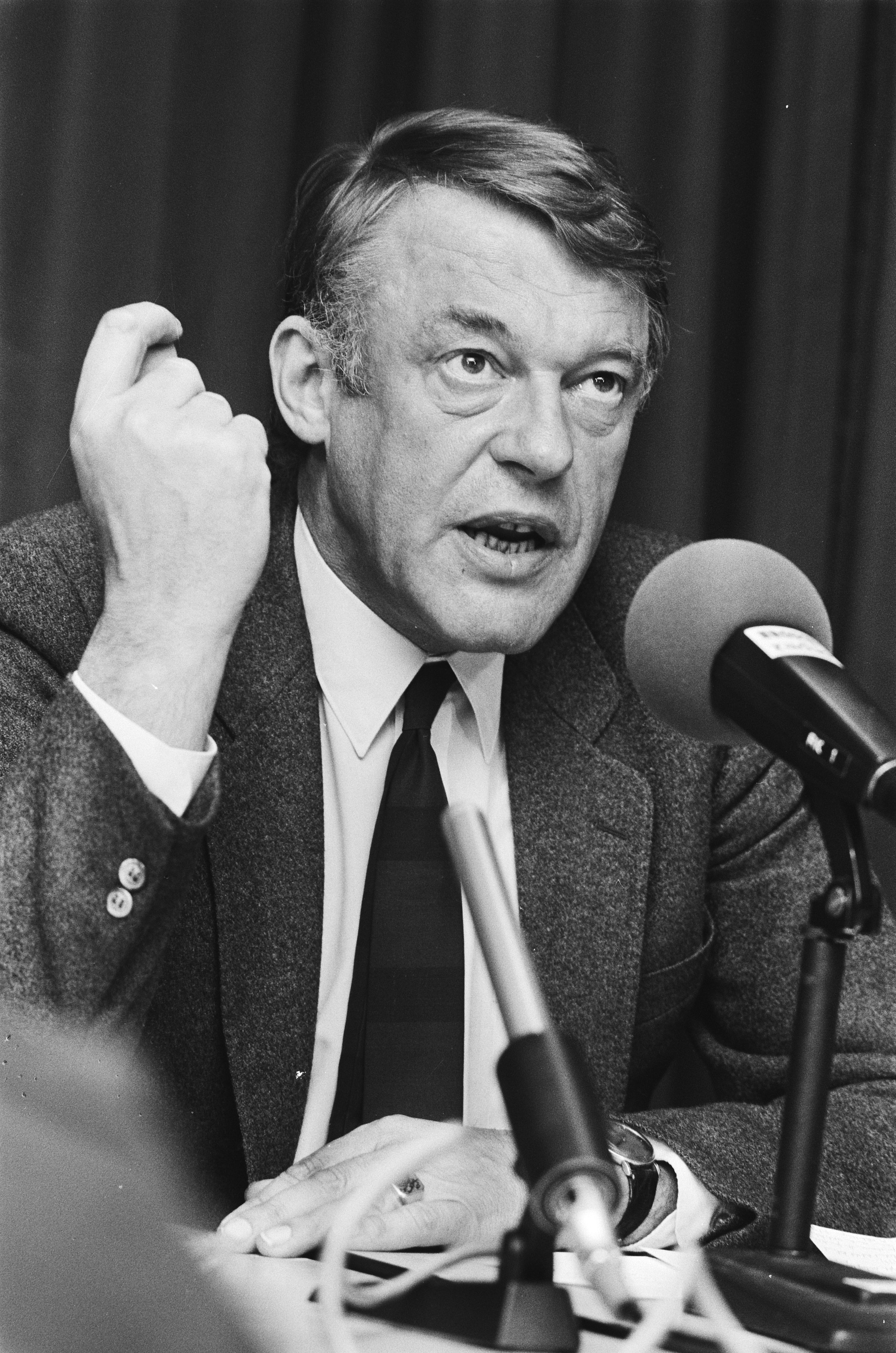
Van Mierlo geeft tijdens persconferentie op 24 mei aan te blijven als minister.

Lubbers en Brinkhorst stelden een mini-regeerakkoord op. Prioriteit was de uitvoering van de Voorjaarsnota. Het 'werkgelegenheidsplan' bleef op de agenda staan en ze hielden vast aan de koppeling tussen minimumloon en minimumuitkering. Vier van de opengevallen ministersposten gingen naar CDA en twee naar D66, waarmee ze totaal respectievelijk tien en vijf posten hadden. D'66 wenste ook dat het kabinet ontslag zou nemen na de indiening van de begroting, waarmee CDA uiteindelijk akkoord ging. De verkiezingen zouden dan dus zo spoedig mogelijk na Prinsjesdag moeten plaatsvinden. De adviesraad van D'66 schaarde zich achter het fractiebesluit en ook Van Mierlo besloot aan te blijven in het interim-kabinet. Steenkamp vroeg aan PvdA en VVD of zij bereid waren het kabinet niet bij voorbaat af te wijzen. PvdA was daartoe niet bereid, maar VVD wel als zij betrokken zouden worden. Steenkamp diende daarop zijn eindverslag in waarin hij aangaf dat er geen belemmering was voor een interim-kabinet van CDA en D'66. Hij adviseerde om Van Agt aan te wijzen als formateur.

## Formateur Van Agt
Op 26 mei begon Dries van Agt als formateur, waarbij gedoogsteun van VVD de meeste aandacht vroeg. VVD wenste beleidsmatige toezeggingen, en bovendien dat er geen staatssecretarissen benoemd zouden worden en dat de verkiezingen op 8 september zouden plaatsvinden, vóór Prinsjesdag. Voor dat laatste was een krappe meerderheid van VVD, PvdA, PPR, CPN en PSP. Lubbers en Van Agt weigerden aanvankelijk de VVD tegemoet te komen. Op 28 mei legden zij zich echter neer bij de politieke situatie. Behalve voor Sociale Zaken zouden er geen staatssecretarissen benoemd worden en op het punt van de verkiezingsdatum zou het kabinet rekening houden met de Kamermeerderheid. Het kabinet zou ook de door de VVD bepleitte beheersing van collectieve uitgaven en bestrijding van de werkloosheid onderdeel maken van beleid.

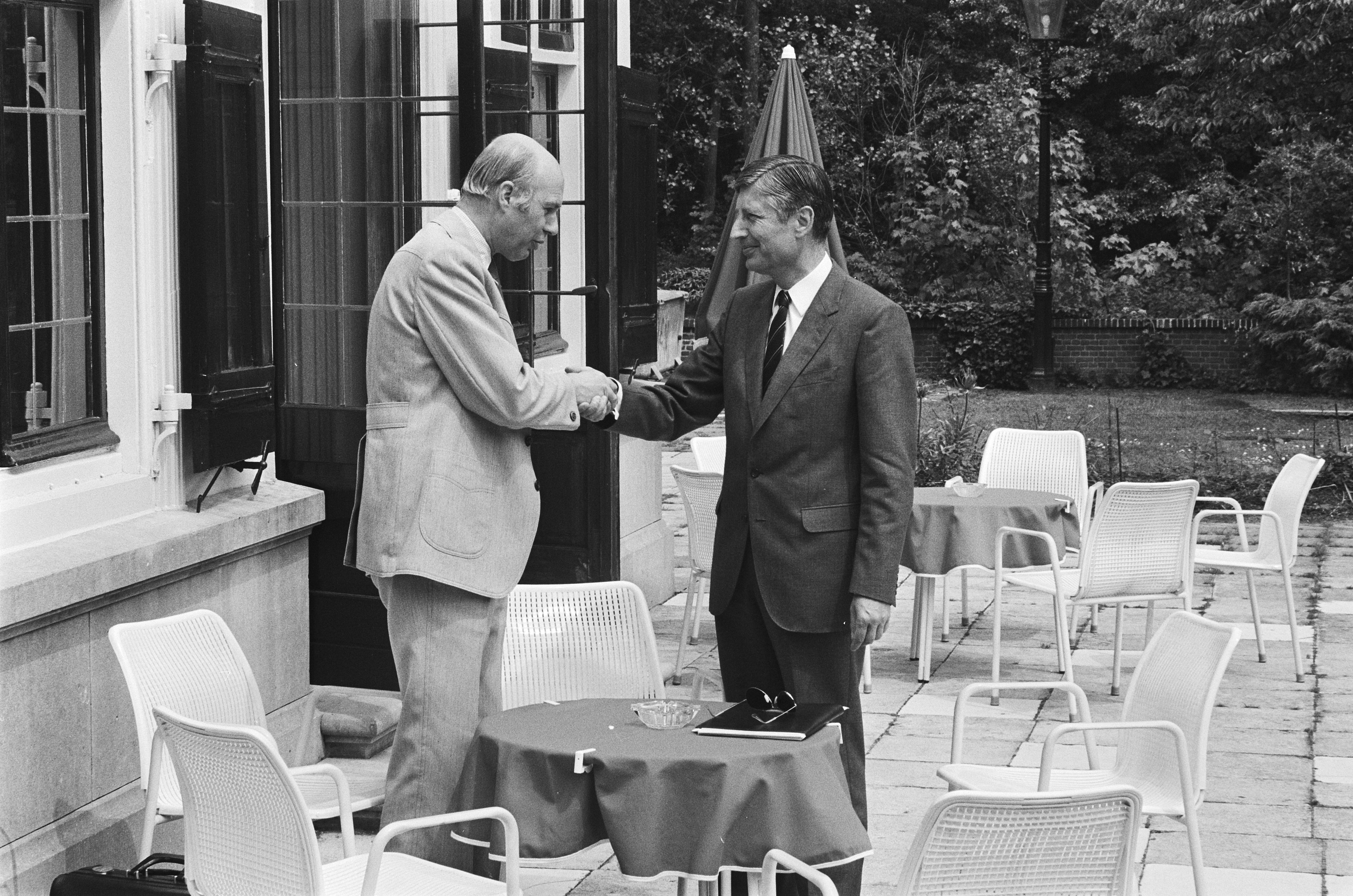
Van Agt ontvangt D66-Kamerlid en beoogd minister Erwin Nypels op 27 mei.

Bij D'66 werden Max Rood en Erwin Nypels minister. Bij het CDA gaf fractievoorzitter Lubbers op 27 mei aan minister van Sociale Zaken te worden, terwijl de nummer twee uit de fractie — Louw de Graaf — al staatssecretaris op dat departement werd. De meerderheid van de fractie wilde daarom dat hij fractievoorzitter zou blijven. Een dag later — toen ook bekend werd dat de verkiezingsdatum voor Prinsjesdag zou zijn — liet hij weten af te zien van toetreding tot kabinet. In plaats van Lubbers werd De Graaf minister. Twee andere ministersposten werden door staatssecretarissen Hans de Boer en Wim Deetman ingenomen. Van Agt zou het premierschap combineren met het ministerie van Buitenlandse Zaken. Dit leidde tot verbazing, omdat staatssecretaris van Buitenlandse Zaken Hans van den Broek gepromoveerd had kunnen worden en Van Agt het als beoogd lijsttrekker druk zou krijgen. Van Agt stelde later dat hij door Beatrix gevraagd was de functies te combineren.
Bij het constituerend beraad op 29 mei stelde Van Agt op vraag van Nypels dat er geen toezeggingen gedaan waren aan de VVD. Nog dezelfde dag vond na de beëdiging van de nieuwe ministers de bordesscène plaats.

## Nasleep
Op 8 juni sprak Van Agt de regeringsverklaring uit en volgde daarover het debat. Een Kamermeerderheid stemde zoals verwacht voor verkiezingen op 8 september, wat Van Agt overnam. Een minderheid van de linkse partijen CPN, PSP, PPR en PvdA steunde een motie van afkeuring en vanuit allerlei hoeken werd kritiek geuit op de gang van zaken vanaf de val van het kabinet-Van Agt II.
Het kabinet-Van Agt III zat nog drie maanden niet-demissionair. Omdat ze vanwege de verkiezingsdatum niet de begroting voor 1983 indienden, was het niet meer dan op de winkel passen. Vanwege de korte duur werd het kabinet het 'zomerkabinetje' genoemd. Het riep de vraag op of de formatie van zeventien dagen nodig was voor het beperkte effect.

## Bron
- Brouwer, Jan Willem (2016). De berg die een muis baarde In: Van Baalen, Carla; Van Kessel, Alexander (ed.).    Kabinetsformaties 1977-2012. Boom, Amsterdam, pp. 115-128. ISBN 9789461054661. NUR 680.